# Bhosga, Afzalpur
Bhosga là một làng thuộc tehsil Afzalpur, huyện Gulbarga, bang Karnataka, Ấn Độ.